# Песня-90
Песня-90 —XX советский фестиваль эстрадной песни из серии «Песня года». Праздничный юбилейный вечер проводился в Останкино. Заключительный концерт лауреатов фестиваля был подготовлен Главной редакцией музыкальных программ Центрального телевидения и показан по ЦТ 1 января 1991 года. Ведущими торжественного вечера в концертной студии «Останкино» были Ангелина Вовк и Евгений Меньшов.
Продолжительность- 04:50, количество песен — 44 (исключая пародии, начальную и финальную).
Автор сценария: Анисим Гиммерверт, Виктор Черкасов; режиссёр: Виктор Черкасов; оператор: В.Костин.
Оркестр — эстрадно-симфонический оркестр Центрального телевидения и Всесоюзного радио, дирижёр Александр Михайлов .
Все участники вышли в первом отделении под музыку Марша весёлых ребят из кинофильма «Весёлые ребята»(Исаак Дунаевский—Василий Лебедев-Кумач).
Перед началом концерта все участники спели "Мы идем в Новый год вместе с «Песней-90» под музыку песни Пять минут .
В связи с двадцатилетним юбилеем звучало много старых советских песен, были приглашены гости — мастера советской эстрады, многократные участники «Песни года»: Валентина Толкунова, Лев Лещенко, Виктор Вуячич, Эдита Пьеха, Иосиф Кобзон, а также первые ведущие фестиваля Анна Шилова и Игорь Кириллов.
Льву Лещенко, в 19-й раз участвующему в «Песне года», был вручён памятный диплом, и он спел попурри из своих песен: «Береза белая подруга», «Напиши мне письмо», Прощай, «Соловьиная роща».
Гость фестиваля, Виктор Вуячич спел песню «Память сердца» («Не спится только ветерану», Игорь Лученок — Михаил Ясень).
Тема Афганской войны (1979—1989) была отражена в песне «Белый вальс» («Где ты русский мой афганец?», Игорь Демарин — Юрий Рогоза, исполнительница Ирина Шведова).
Александр Песков показал пародии на Пьеху, Вайкуле, Понаровскую.
Гость — гармонист Валерий Ковтун, Ангелина Вовк и Евгений Меньшов, Игорь Кириллов — песни прошлых лет из репертуара Клавдии Шульженко, Марка Бернеса, Леонида Утёсова.
Поздравление с 20-летием ВИА Весёлые ребята.
Спонсоры: комбинат «Алые паруса», пр-тие «Элегант», ф-ка «Новая Заря», объединение «Эвис» и другие.
Михаил Рябинин участвовал как автор «в каждом из 20 заключительных концертов».
40 песен фестиваля представлены на Discogs, их жанр был определён, как поп, а стиль как шлягер и баллада.

## Фон
История фестиваля была тесно связана с историей страны, и в нем отражались все перемены, происходившие в обществе.
1990-ые годы —период дезактуализации наследия советской эстрады. Особое развитие массовой советской песни закончено, рок-музыка интегрируется в эстрадный репертуар, появляются новые эстрадные жанры, снятие экономических ограничений способствует зарождению шоу-бизнеса.
1990 год в жизни СССР: свободный от пропаганды взгляд сатирика Михаила Жванецкого подводит неутешительные итоги социалистического строя в СССР, в котором продолжается «Парад суверенитетов».
В автокатастрофе погибает лидер группы «Кино» Виктор Цой; на всех советских дискотеках — латиноамериканская ламбада; в эфире из-под контроля цензуры первыми выходят радиостанции и самая успешная — «Европа Плюс», а также «Эхо Москвы».
С 1988 года проходят альтернативные Рождественские встречи Аллы Пугачёвой.
«Песня-90» — последний фестиваль советского периода, для песен-финалистов  характерна лирика, что кардинально отличалось от начального финального концерта «Песни-71», в котором для советской песни был характерен стабильный пафос. 
На фестивалях Песня-89 и Песня-90 в финал стали попадать песни, показывающие возрождение интереса к религии в СССР. В этом отношении наиболее показательно творчество Игоря Талькова (песня Бывший подъесаул на «Песне-90»):
Природа мудра и Всевышнего глаз

Видит каждый наш шаг на тернистой дороге.

Наступает момент, когда каждый из нас 

У последней черты вспоминает о Боге.
Из патриотического дискурса песен «перестройки» исчез этатизм, так лауреатом «Песни-90» стала Ирина Шведова с лирико-драматической песней «Белый вальс» (или «Афганский вальс», И. Демарин - Ю. Рогоза) о  результатах афганской войны. В песне получили отражение нарастающая оппозиция общества и власти, конфликт индивидуализма и этатизма:
Как же это? Так не честно! 

Где ты, русский мой афганец?

Ждет тебя твоя невеста!

Возвращайся, возвращайся

От обугленной границы,

Не могу я в белом вальсе

Со своей бедой кружиться! 
 

Вы, теоретики ратного дела,

Пусть это вам не однажды приснится:

Девочка белое платье надела

И перед зеркалом стала кружиться!
.
В Песне-90 советская массовая культуры окончательно подстроилась под рыночные отношения, тогда как в «Песне-71» подборка песен была ориентирована на пропагандистские цели, и не зависела от реального запроса аудитории.

## Хит-парады 1990 года
Итоги 1990 года:
Согласно «Звуковой дорожке»:
Лучшая певица:
1. Ирина Аллегрова , 2. Наталья Гулькина, 3. Светлана Разина, 4. Алла Пугачёва , 5. Татьяна Овсиенко, 6. Жанна Агузарова, 7. Катя Яковлева, Люся Розанова, 8. Алёна Апина, Марина Журавлёва, 9. Наташа Королёва, 10. София Ротару
Лучший певец:
1. Виктор Цой. 2. Дима Маликов. 3. Саша Хлопков; Рома Жуков. 4. Олег Газманов; Андрей Державин. 5. Валерий Леонтьев. 6. Владимир Кузьмин. 7. Михаил Муромов. 8. Игорь Богачёв; Юрий Шатунов. 9. Дмитрий Варшавский. 10. Александр Иванов.
Лучшая группа:
1. Кино, 2. Кар-Мэн, 3. Любэ.
Итоги 1990 года согласно опросу читателей газеты «Смена»
Лучшая певица:
1. Наташа Королёва, 2. Ирина Аллегрова, 3. Азиза, 4. Алла Пугачёва.
Итоги 1990 года согласно общесоюзному хит-параду ТАСС
Лучший исполнитель согласно ТАСС:
1. Валерий Леонтьев , 2. Алла Пугачёва , 3. София Ротару 4. Дмитрий Маликов , 5. «Кино».
Лучшая песня  согласно ТАСС:
1. «Грешный путь» — Валерий Леонтьев . 2. «Память» — Валерий Леонтьев (3 621). 3. «Пригласите даму танцевать» — Алла Пугачёва . 4. «Маргарита» — Валерий Леонтьев . 5. «Белый снег» — Валерий Леонтьев . 6. «Я скучаю очень, очень» — София Ротару . 7. «Золотые косы» — Дмитрий Маликов . 8. «Звезда по имени Солнце» — «Кино» . 9. «Три счастливых дня» — Алла Пугачёва . 10. «Розовый вечер» — «Ласковый май».
Согласно другому[какому?] источнику популярные песни 1990 года:
- Кукушка (Кино)[17]
- «В последнюю осень» (ДДТ)[17]
- "Вася "(Браво)[17] (лауреат Песни-91)
- «Мне хорошо рядом с тобой» (Жанна Агузарова)[17] и другие➤.

## Дебюты
- Наташа Королёва с песней «Желтые тюльпаны» (Игорь Николаев — С.Бремеляйте)
- Андрей Державин и группа «Сталкер» с песней «Алиса» (Андрей Державин — Сергей Костров)
- Ирина Шведова с песней «Белый вальс» (Игорь Демарин — Юрий Рогоза)
- Юрий Лоза с песней Плот (Юрий Лоза)[18]
- шоу Барри Алибасова группа «На-на» с песней «Папуасы-эскимосы» (Андрей Потемкин — Барри Алибасов — Лариса Рубальская)
- Группа «Любэ», солист Николай Расторгуев с песней «Атас» (Игорь Матвиенко — Ал-др Шаганов)

## Популярные песни года, представленные на фестивале
- «Жёлтые тюльпаны» (Игорь Николаев — С.Бремеляйте, исполнительница Наташа Королёва)[19]
- «Белый вальс» (Игорь Демарин — Юрий Рогоза, исполнительница Ирина Шведова)[15]
- «Плот» (Юрий Лоза)[18][17]
- «Дожди» (Игорь Корнелюк — Регина Лисиц, исполнитель Игорь Корнелюк)
- «Я за тебя молюсь» (Раймонд Паулс — Илья Резник, исполнительница Лайма Вайкуле)
- «Странная женщина» (Михаил Муромов- Лариса Рубальская, исполнитель Михаил Муромов)
- «Колдовское озеро» (Вячеслав Добрынин — Михаил Рябинин, исполнитель Вячеслав Добрынин и группа «Доктор шлягер»)
- «Твоя улыбка» (Олег Бескровный — Борис Дубровин, исполнительница Азиза)
- «Атас» (Игорь Матвиенко — Александр Шаганов, исполнитель Группа «Любэ», солист Николай Расторгуев)[17]
- «Очарована, околдована» (Михаил Звездинский — Николай Заболоцкий, исполнитель группа «Санкт-Петербург»)
- «Пепел любви» (Виктор Чайка — Симон Осиашвили, исполнитель Алексей Глызин и группа «Ура»)
- «Льётся музыка» (Вячеслав Добрынин- Леонид Дербенёв, исполнительница Маша Распутина и группа «Бульвар»)
- «Ты меня любишь» (Игорь Крутой — Римма Казакова, исполнитель Александр Серов)
- «Эскадрон» (Олег Газманов)[17]

## Лауреаты
Лауреаты фестиваля:
| №  | Название песни                         | Автор музыки                   | Автор стихов        | Исполнитель                                  |
| -- | -------------------------------------- | ------------------------------ | ------------------- | -------------------------------------------- |
| 1  | 1 отделение: Золотые купола            | Виктор Дорохин                 | Любовь Воропаева    | Женя Белоусов                                |
| 2  | Амор, Амор                             | Олег Мильштейн                 | Семён Гимглоу       | ВИА «Оризонт»                                |
| 3  | Жёлтые тюльпаны                        | Игорь Николаев                 | С.Бремеляйте        | Наташа Королёва (приз от «совета чемпионов») |
| 4  | Не плачь, Алиса                        | Андрей Державин                | Сергей Костров      | Андрей Державин и группа «Сталкер»           |
| 5  | Белый вальс                            | Игорь Демарин                  | Юрий Рогоза         | Ирина Шведова                                |
| 6  | Плот                                   | Юрий Лоза                      | Юрий Лоза           | Юрий Лоза                                    |
| 7  | Дожди                                  | Игорь Корнелюк                 | Регина Лисиц        | Игорь Корнелюк                               |
| 8  | Послушай                               | Игорь Корнелюк                 | Сергей Данилов      | Игорь Корнелюк и Эдита Пьеха                 |
| 9  | Здравствуй                             | Татьяна Маркова                | Андрей Лукьянов     | группа «Альфа»                               |
| 10 | Я за тебя молюсь                       | Раймонд Паулс                  | Илья Резник         | Лайма Вайкуле                                |
| 11 | За Дунаем                              | Александр Морозов              | Анатолий Поперечный | Ярослав Евдокимов                            |
| 12 | Реквием                                | Сосо Павлиашвили               | Александр Лебедев   | Ирина Понаровская                            |
| 13 | Странная женщина                       | Михаил Муромов                 | Лариса Рубальская   | Михаил Муромов                               |
| 14 | Эскимос и папуас                       | Андрей Потёмкин, Бари Алибасов | Лариса Рубальская   | Шоу Бари Алибасова группа «На-На»            |
| 15 | Колдовское озеро                       | Вячеслав Добрынин              | Михаил Рябинин      | Вячеслав Добрынин и группа «Доктор Шлягер»   |
| 16 | 2 отделение: Памяти друзей             | Георгий Мовсесян               | Феликс Лаубе        | Гость- Иосиф Кобзон                          |
| 17 | Натали                                 |                                | Ольга Сивашова      | Иосиф Кобзон                                 |
| 18 | Твоя улыбка                            | Олег Бескровный                | Борис Дубровин      | Азиза                                        |
| 19 | Всё вернётся                           | Дмитрий Маликов                | Александр Шаганов   | Дмитрий Маликов                              |
| 20 | Раскаты грома                          | Александр Левин                | Михаил Шабров       | Роксана Бабаян                               |
| 21 | За той рекой                           | А.Барыкин                      | Наталья Борисова    | Александр Барыкин и группа «Карнавал» -      |
| 22 | Атас                                   | Игорь Матвиенко                | Александр Шаганов   | группа «Любэ»                                |
| 23 | Очарована, околдована                  | Михаил Звездинский             | Николай Заболоцкий  | Группа «Санкт-Петербург II»                  |
| 24 | Продлись счастье                       | Валерий Севостьянов            | Алексей Римицан     | Анне Вески                                   |
| 25 | Дружба (Давай пожмем друг другу руки…) | Владимир Сидоров               | Андрей Шмульян      | Евгений Меньшов                              |
| 26 | Пепел любви                            | Виктор Чайка                   | Симон Осиашвили     | Алексей Глызин и группа «Ура»                |
| 27 | Туда-сюда                              | Владимир Мигуля                | Юрий Гарин          | Владимир Мигуля                              |
| 28 | Льётся музыка (Кружит музыка)          | Вячеслав Добрынин              | Леонид Дербенёв     | Вячеслав Добрынин и Маша Распутина           |
| 29 | Ревность                               | Лора Квинт                     | Ольга Клименкова    | группа «Форум»                               |
| 30 | Мама-маменька                          | Лора Квинт                     | Николай Денисов     | Надежда Бабкина                              |
| 31 | Бывший подъесаул                       | Игорь Тальков                  | Игорь Тальков       | Игорь Тальков и группа «Спасательный круг»   |
| 32 | Ярмарка                                | Александр Стальмако            | Светлана Гершанова  | Валентина Толкунова                          |
| 33 | Безнадёга                              | Александр Добронравов          | Лариса Рубальская   | ВИА «Весёлые ребята»                         |
| 34 | Ты меня любишь                         | Игорь Крутой                   | Римма Казакова      | Александр Серов                              |
| 35 | Прости меня                            | Аркадий Укупник                | Михаил Танич        | Лариса Долина и группа «ООН»                 |
| 36 | Эскадрон                               | Олег Газманов                  | Олег Газманов       | Олег Газманов и группа «Эскадрон»            |
| 37 | Чем ближе разлука                      | Владимир Матецкий              | Михаил Шабров       | София Ротару                                 |
| 38 | Дай Бог                                | Раймонд Паулс                  | Евгений Евтушенко   | Александр Малинин                            |
| 39 | Кармен                                 | Зорница Попова                 | Олег Серебренников  | Филипп Киркоров                              |
| 40 | Память                                 | Игорь Тальков                  | [Игорь Тальков      | Валерий Леонтьев                             |
| 41 | Белый снег                             | Олег Газманов                  | Олег Газманов       | Валерий Леонтьев                             |

## Гости фестиваля
В заключительном концерте ХХ Всесоюзного телевизионного фестиваля советской песни «Песня-90» помимо исполнителей песен-лауреатов приняли участие гости фестиваля, а также несколько песен исполнили ведущие концерта:
- Лев Лещенко с попурри из песен своего репертуара
- Виктор Вуячич с песней «Память сердца»
- Эдита Пьеха в дуэте с Игорем Корнелюком исполнили песню «Послушай»
- Иосиф Кобзон
- Евгений Меньшов исполнил песню «Давай пожмём друг другу руки»
- аккордеонист Валерий Ковтун исполнил попурри из известных советских песен
- Валентина Толкунова с песней «Ярмарка»
- Александр Песков с пародиями на Эдиту Пьеху, Лайму Вайкуле, Ирину Понаровскую, Аллу Пугачёву и Валерия Леонтьева
- Валерий Леонтьев с песнями «Память» и «Белый снег»